# From Nowhere
| Оценки критиков | Оценки критиков |
| Источник        | Оценка          |
| --------------- | --------------- |
| Allmusic        | [ 1 ]           |

From Nowhere — дебютный студийный альбом британской рок-группы The Troggs, выпущенный в 1966 году. В США он был выпущен под названием Wild Thing и с другим порядком песен.
Фотография для обложки была сделана 22 мая 1966 года в Чеддерском ущелье, в Сомерсете, Великобритания.
В 2003 году альбом был переиздан на лейбле Repertoire Records с изменённым порядком песен и пятью бонус-треками.

## Список композиций

### Британское издание

#### Сторона 1
1. «Wild Thing» (Chip Taylor) — 2:34
2. «The Kitty Cat Song» (Jimmy Roach, Joe Spendel) — 2:11
3. «Ride Your Pony» (Naomi Neville) — 2:24
4. «Hi Hi Hazel» (Bill Martin, Phil Coulter) — 2:43
5. «I Just Sing» (Reg Presley) — 2:09
6. «Evil» (Shelby S. Singleton, Jr.) — 3:13

#### Сторона 2
1. «Our Love Will Still Be There» (Reg Presley) — 3:08
2. «Louie Louie» (Richard Berry) — 3:01
3. «Jingle Jangle» (Reg Presley) — 2:26
4. «When I’m With You» (Reg Presley) — 2:23
5. «From Home» (Reg Presley) — 2:20
6. «The Jaguar and the Thunderbird» (Chuck Berry) — 2:01

### Американское издание

#### Сторона 1
1. «Wild Thing» (Chip Taylor) — 2:34
2. «From Home» (Reg Presley) — 2:20
3. «I Just Sing» (Reg Presley) — 2:09
4. «Hi Hi Hazel» (Bill Martin/Phil Coulter) — 2:43
5. «Lost Girl» (Reg Presley) — 2:31
6. «Evil» (Shelby S. Singleton Jr.) — 3:12

#### Сторона 2
1. «With A Girl Like You» (Reg Presley) — 2:05
2. «Our Love Will Still Be There» (Reg Presley) — 3:08
3. «Jingle Jangle» (Reg Presley) — 2:26
4. «When I’m With You» (Reg Presley) — 2:23
5. «Your Love» (Larry Page/Michael Julien) — 1:52
6. «I Want You» (Larry Page/Colin Frechter) — 2:13

### CD-издание 2003 года
1. «Wild Thing» (Chip Taylor) — 2:34
2. «The Yella In Me» (Reg Presley) — 2:38
3. «I Just Sing» (Reg Presley) — 2:09
4. «Hi Hi Hazel» (Bill Martin/Phil Coulter) — 2:43
5. «Lost Girl» (Reg Presley) — 2:31
6. «The Jaguar and the Thunderbird» (Chuck Berry) — 2:01
7. «Your Love» (Larry Page/Michael Julien) — 1:52
8. «Our Love Will Still Be There» (Reg Presley) — 3:08
9. «Jingle Jangle» (Reg Presley) — 2:26
10. «When I’m With You» (Reg Presley) — 2:23
11. «From Home» (Reg Presley) — 2:20
12. «Louie Louie» (Richard Berry) — 3:01
13. «The Kitty Cat Song» (Jimmy Roach/Joe Spendel) — 2:11
14. «Ride Your Pony» (Naomi Neville; nom de plume of Allen R. Toussaint) — 2:24
15. «Evil» (Shelby S. Singleton Jr.) — 3:13
16. «With A Girl Like You» (Reg Presley) — 2:05*
17. «I Want You» (Larry Page/Colin Frechter) — 2:13*
18. «I Can’t Control Myself» (Reg Presley) — 3:03*
19. «Gonna Make You» (Larry Page/Colin Frechter) — 2:46*
20. «As I Ride By» (Ronnie Bond) — 2:02*

* Бонус-треки

## Участники записи
- Рег Пресли — ведущий вокал, окарина
- Крис Бриттон — ведущая гитара
- Пит Стэйплс — бас-гитара
- Ронни Бонд — ударные